# Ariane Carnelossi
Ariane Cristina Carnelossi (Presidente Prudente, 17 de noviembre de 1992) es una artista marcial mixta brasileña que compite en la división de peso paja de Ultimate Fighting Championship.

## Antecedentes
A Carnelossi le gustaba el fútbol en su juventud, pero tuvo que dejarlo después de luchar para encontrar tiempo entre la universidad de educación física y el trabajo en un restaurante. Cuando se abrió una escuela de muay thai justo enfrente de su casa, se enamoró inmediatamente de las artes marciales. Después de tanto tiempo aprendiendo el arte, el entrenador de Carnelossi le dijo lo mucho que destacaba y la instó a participar en un torneo. Con el tiempo, esto la llevó a practicar jiu-jitsu y a mezclarlo todo en las MMA, y a debutar a los 21 años en 2014, casualmente contra otra futura luchadora de la UFC, Amanda Ribas.

## Carrera en artes marciales mixtas

### Carrera temprana
Después de sufrir una derrota en su debut en MMA contra Amanda Ribas en Pentagon Combat 20, Carnelossi entró en una racha de 12 combates ganados, ganando 9 de los 12 por medio de paradas. En el proceso, también capturó el Campeonato de Peso Paja de Batalha MMA.

### Ultimate Fighting Championship
Carnelossi, como reemplazo de Istela Nunes, se enfrentó a Angela Hill el 21 de septiembre de 2019 en UFC Fight Night: Rodríguez vs Stephens. Perdió el combate por nocaut técnico (TKO) debido a que el médico detuvo el combate en el tercer asalto después de que un codazo cortara a Carnelossi sobre el ojo izquierdo y la dejara incapacitada para continuar.
Después de más de dos años de ausencia debido a que fue operada, Carnelossi se enfrentó a Na Liang el 24 de abril de 2021 en UFC 261. Ganó el combate por TKO en el segundo asalto.
Tras su primera victoria en la UFC, se reveló que Carnelossi sufría una hernia discal, la misma lesión de la que fue operada en 2020, y la directora de fisioterapia de la UFC PI, la doctora Heather Linden, le había permitido luchar con la lesión. Sin embargo, el dolor regresó después del combate y fue operada.
Carnelossi se enfrentó a Istela Nunes el 16 de octubre de 2021 en UFC Fight Night: Ladd vs. Dumont. Ganó el combate por sumisión en el tercer asalto.
Carnelossi enfrentó a Loopy Godínez el 7 de mayo de 2022 en UFC 274. Ella perdió la pelea por decisión unánime.
Carnelossi se enfrentó a Piera Rodríguez el 18 de mayo de 2024 en UFC Fight Night 241. Carnelossi ganó la pelea después de que Rodríguez fuera descalificada por un cabezazo ilegal.

## Campeonatos y logros

### Artes marciales mixtas
- Batalha MMA
  - Campeonato de Peso Paja de BMMA (una vez; ex)

## Récord en artes marciales mixtas
| Resultado | Récord | Oponente            | Método                                 | Evento                                  | Fecha                    | Ronda | Tiempo | Localización          | Notas                                            |
| --------- | ------ | ------------------- | -------------------------------------- | --------------------------------------- | ------------------------ | ----- | ------ | --------------------- | ------------------------------------------------ |
| Victoria  | 15-3   | Piera Rodríguez     | Descalificación (cabezazo)             | UFC Fight Night: Barboza vs. Murphy     | 18 de mayo de 2024       | 2     | 3:16   | Las Vegas, Nevada     |                                                  |
| Derrota   | 14-3   | Loopy Godínez       | Decisión (unánime)                     | UFC 274                                 | 7 de mayo de 2022        | 3     | 5:00   | Phoenix, Arizona      |                                                  |
| Victoria  | 14-2   | Istela Nunes        | Sumisión (estrangulamiento por detrás) | UFC Fight Night: Ladd vs. Dumont        | 16 de octubre de 2021    | 3     | 2:57   | Las Vegas, Nevada     |                                                  |
| Victoria  | 13-2   | Na Liang            | TKO (puñetazos)                        | UFC 261                                 | 24 de abril de 2021      | 2     | 1:28   | Jacksonville, Florida |                                                  |
| Derrota   | 12-2   | Angela Hill         | TKO (parada médica)                    | UFC Fight Night: Rodríguez vs. Stephens | 21 de septiembre de 2019 | 3     | 1:56   | Ciudad de México      |                                                  |
| Victoria  | 12-1   | Ketlen Souza        | TKO (patada al cuerpo)                 | Future FC 5                             | 24 de mayo de 2019       | 3     | 3:53   | São Paulo             |                                                  |
| Victoria  | 11-1   | Joice Mara          | Decisión (unánime)                     | Thunder Fight 17                        | 3 de noviembre de 2018   | 3     | 5:00   | São Paulo             |                                                  |
| Victoria  | 10-1   | Aline Pires         | KO (puñetazo)                          | Thunder Fight 17                        | 3 de noviembre de 2018   | 1     | 1:05   | São Paulo             |                                                  |
| Victoria  | 9-1    | Bianca Sattelmayer  | Decisión (unánime)                     | Batalha MMA 11                          | 27 de enero de 2018      | 3     | 5:00   | Bragança Paulista     | Ganó el vacante Campeonato de Peso Paja de BMMA. |
| Victoria  | 8-1    | Kakau Costa         | TKO (puñetazos)                        | Max Fight 19                            | 26 de agosto de 2017     | 2     | 2:54   | Campinas              |                                                  |
| Victoria  | 7-1    | Gloria de Paula     | Decisión (unánime)                     | Thunder Fight 11                        | 4 de agosto de 2017      | 3     | 5:00   | São Paulo             |                                                  |
| Victoria  | 6-1    | Feier Huang         | TKO (puñetazos)                        | Glory Of Heroes 7                       | 4 de marzo de 2017       | 2     | 4:45   | São Paulo             |                                                  |
| Victoria  | 5-1    | Weyde Ventura       | TKO (puñetazos)                        | MMA Maringa Combat 4                    | 17 de diciembre de 2016  | 1     | 0:08   | Maringá               |                                                  |
| Victoria  | 4-1    | Wellen Taynara      | Sumisión (cierre con llave)            | Maringa Fight Combat 5                  | 21 de mayo de 2016       | 1     | N/A    | Maringá               |                                                  |
| Victoria  | 3-1    | Ana Paula Ventrilio | TKO (puñetazos)                        | Champions Fight: Costa vs. Tche         | 26 de septiembre de 2015 | 2     | 0:57   | Presidente Prudente   |                                                  |
| Victoria  | 2-1    | Monique Bastos      | TKO (puñetazos)                        | Coliseu Fight Night                     | 2 de mayo de 2015        | 2     | 0:12   | Presidente Epitácio   |                                                  |
| Victoria  | 1-1    | Bruna Brasil        | TKO (puñetazos)                        | Show Combat MMA 2                       | 8 de noviembre de 2014   | 1     | 4:00   | Paranavaí             |                                                  |
| Derrota   | 0-1    | Amanda Ribas        | Sumisión (barra de rodilla)            | Pentagon Combat 20                      | 27 de septiembre de 2014 | 1     | 4:14   | Varginha              |                                                  |